# Католицька церква в Того
Като́лицька це́рква в То́го — найбільша християнська конфесія Того. Складова всесвітньої Католицької церкви, яку очолює на Землі римський папа. Керується конференцією єпископів. Станом на 2004 рік у країні нараховувалося близько 1 483 000 католиків (24,85% від усього населення). Існувало 7 діоцезій, які об'єднували 151 церковних парафій.  Кількість  священиків — 448 (з них представники секулярного духовенства — 321, члени чернечих організацій — 127), постійних дияконів — 0, монахів — 337, монахинь — 735.

## Історія
Перші католицькі місіонери в Того з'явилися у середині XIX століття, пізніше ніж протестантська Бременська пресвітеріанська місія. Найуспішніша місія була організована товариством вербістів у 1892 році. Якщо 1893 року в німецькій колонії Того мешкало лише 60 католиків, то на 1912 рік було лише вчителів катехізису майже 300 осіб, 207 з яких були місцеві неофіти. У 1912 році діяло 162 католицькі школи з 7,7 тисяч учнів, а католицька громада була більшою за 12 тисяч осіб. Цьому сприяла чисельна перевага католиків у адміністрації колонії, а також більша активність католицької місії в мовній германізації місцевого населення.
У серпні 1914 року з початком Першої світової війни англійські й французькі війська швидко зайняли територію Того, де німці не мали жодних військових сил. Німецька католицька місія зіткнулася з серйозними ускладненнями, аж до висилання католицьких священиків з країни та ставлення до них як військовополоненних. Остаточно всі німецькі місіонери були оголошені військовополоненними в жовтні 1917 року та до січня 1918 року вивезені до Великої Британії. Вже в кінці 1918 року місіонери здебільшого повернулися до Німеччини й надалі намагалися знову потрапити до Того. Втім, умови Версальського мирного договору завадили відновити місію, оскільки територію було передано Франції.
Апостольським вікарієм Того з 1921 до 1945 року був Жан-Марі Сессу, який активно боровся з розповсюдженням місцевих язицницьких вірувань та ритуалів